# Kim Kyung-wook
Kim Kyung-Wook, född 18 april 1970, är en kvinnlig idrottare från Sydkorea, som tävlade i olympiska sommarspelen 1996 i Atlanta, där hon tävlade i bågskytte. Hon tog där två guldmedaljer, en individuell och en lagmedalj.